# Chaetangiaceae
Chaetangiaceae  é o nome botânico de uma família da ordem Nemalionales, segundo o sistema de classificação de Wettstein.

## Gêneros
Segundo o sistema de classificação de Wettstein apresenta três gêneros:
- Chaetangium
- Galaxaura
- Scinaia

O  ITIS e o NCBI não fazem referências a esta família.